# Debralee Scott
Debralee Scott (n. 2 de abril de 1953 - 5 de abril de 2005) fue una actriz estadounidense conocida por su papel en Welcome Back, Kotter. Scott nació y se crio en Elizabeth, Nueva Jersey, y más tarde viviría en Stroudsburg, Pensilvania, donde se hizo cheerleader.

## Carrera
Su primer papel lo obtuvo después de su decimoctavo cumpleaños en Harry el sucio en 1971 como cadáver. A los 22 saltó a la fama con Mary Harman, Mary Harman donde interpretó a Cathy Shumway, hermana de Mary. Hizo aparición en la primera temporada de Welcome Back, Kooter como Rosalie "Hotsie" Totsie, y en la sitcom Angie como Marie Falco.
Varias de sus actuaciones fueron en la película de 1973 American Graffiti y de 1974 Terremoto.
Scott también hizo unas pruebas para el papel de Marty en Grease. Sin embargo el papel se lo llevó Dinah Manoff, aunque Scott era entonces la actriz más conocida en la época.
Entre 1976 y 1982 hizo presencia en el concurso Match Game. 
Durante los 80 siguió actuando e hizo aparición en dos secuelas de Loca academia de policía siendo sus últimas películas como actriz en activo para hacerse agente de una compañía de Nueva York llamada Empowered Artists. En el 2000 apareció en un panel junto a los protagonistas de Mary Hartman, Mary Hartmann en el Museo de Televisión y Radio de Beverly Hills.

## Fallecimiento
En 2001, su prometido y agente de la Autoridad Portuaria, John Dennis Levi falleció durante el 11S. En marzo de 2005, Scott se mudó desde Brooklyn hacia Amelia Island, Florida para cuidar de su hermana mayor Carol Anne, quien se encontraba enferma.
Después de su llegada a Florida, tuvo un colapso y cayó en coma durante varios días. Al despertarse y preguntar donde estaba, se contestó a sí misma "en el hospital, obviamente.". Aunque los médicos no conseguían dar con la causa que provocó su coma, finalmente recibió el alta dos días después (coincidiendo con su cumpleaños) el 2 de abril. Tres días más tarde se echó una siesta de la que no despertó. A pesar de la autopsia realizada, su muerte continúa sin esclarecerse. Su cuerpo fue incinerado. Su hermana, Carol Anne falleció de un paro cardíaco el 13 de julio de 2006.

## Filmografía

### Cine
- Loca academia de policía 3: De vuelta a la escuela (1986)
- Loca academia de policía (1984)
- Pandemonium (1982)
- Incoming Freshmen (1979)
- The Reincarnation of Peter Proud (1975)
- Our Time (1974)
- Terremoto (1974)
- The Crazy World of Julius Vrooder (1974)
- American Graffiti (1973)
- Harry el sucio (1971) inacreditada
- El candidato inacreditada

### TV
- The Secrets of Isis (1975)
- Angie (1979)
- Forever Fernwood (1977)
- Mary Hartman, Mary Hartman (1976)
- Welcome Back, Kotter (1975-1977)
- Sons and Daughters
- Match Game (1976-1982)
- Password Plus
- The $20,000 Pyramid
- All-Star Family Feud  (1979)
- Merv Griffin Show
- The Donna Summer Special (1980) coro en Bad Girls